# Sematophyllum nigro-alare
Sematophyllum nigro-alare là một loài rêu trong họ Sematophyllaceae. Loài này được Dixon mô tả khoa học đầu tiên năm 1936.